# Мидмарская миля
«Мидмарская миля» (англ. Midmar Mile) — ежегодные соревнования по плаванию, которые проводятся в феврале возле плотины Мидмар к северу от Питермарицбурга, ЮАР. В нём принимают участие тысячи соперников, начиная от профессиональных пловцов, олимпийских чемпионов, и заканчивая пловцами-любителями.
Заплыв 2009 года, в котором финишировало 13 755 участников, попал в Книгу рекордов Гиннесса.
Соревнование получило своё название от плотины, возле которой оно проводится (Мидмар), и длины заплыва (около 1 мили). Особенностью соревнования является то, что в зависимости от количества осадков и уровня воды каждый год меняются условия заплыва, хотя длина заплыва остаётся неизменной. В годы с низким количеством осадков участникам нередко приходится преодолевать мелководные участки бегом, а не вплавь.
Для удобства участники стартуют группами с интервалом в 2 минуты.